# 7センチ!
『7センチ!』（ななセンチ!）は、七島佳那による日本の漫画作品。『ChuChu』（小学館）にて2009年3・4合併号から2010年2月号（休刊号）まで連載された。単行本ではサブタイトルが追加され、『7センチ! もう1つの世界』というタイトルで刊行されている。

## あらすじ
主人公・市之瀬ななきは、蔵の中にあるものを売っておやつ代に充てていた。そんなある日、ななきは蔵の中にあった不思議な梅干しを発見し食べるのだが、その梅干しは食べた者を「腹の空いた音で変化し何か食べると元に戻る」という特異体質にする不思議な梅干しだった。これによってななきは、お腹が鳴ると身長が7cmに小さくなる体質になってしまう。

## 登場人物
市之瀬 ななき（いちのせ ななき）
12月1日生まれ。いて座。血液型はB型。身長154cm、体重43kg。
食いしん坊の主人公。平井君に恋をするのだが、小さくなったことで重大な秘密を知ってしまう。陸上部所属。一時期家庭科部所属。
保住 哉多（ほずみ かなた）
1月8日生まれ。やぎ座。O型。身長167cm（成長中）、体重52kg。
ななきの秘密を知っている人物。実はななきも彼のことが気になっている。後にななきの彼氏になる。
平井 和成（ひらい かずなり）
4月30日生まれ。おうし座。A型。身長166cm（成長中）、体重51kg。
市之瀬が恋している相手だが、永美とは実は両想いで付き合うことになる。家庭科部所属。
樋口 永美（ひぐち えみ）
9月19日生まれ。おとめ座。A型。身長157cm、体重43kg。
平井くんの彼女になる。ななきの親友でもある。家庭科部所属。
藤森 小夏（ふじもり こなつ）
7月9日生まれ。かに座。O型。身長161cm、体重46kg。
ななき達の友達でクール。バンドを組んでいる。担当はギター。ななきからはこっつんと呼ばれている。
大富 寿（おおとみ ことぶき）
保住哉多が好きで「哉多様」と呼んでいる。お嬢様。
大富 保（おおとみ たもつ）
寿の兄。ななきが好き。メガネを外すとすごい爽やかイケメン。

## 書誌情報
- 七島佳那『7センチ!』小学館〈ちゅちゅコミックス〉、全3巻
  1. 2009年8月28日発売、ISBN 978-4-09-132693-5
  2. 2009年12月25日発売、ISBN 978-4-09-133079-6
  3. 2010年6月1日発売、ISBN 978-4-09-133147-2